# ペトロス・マンタロス
ペトロス・マンタロス（ギリシア語: Πέτρος Μάνταλος、1991年8月31日 - ）は、ギリシャのサッカー選手。ギリシャ代表。ポジションはMF。

## クラブ歴

### クサンティ
クサンティFCの下部組織出身で2009年にトップチームに昇格。2011-12シーズンから出場機会を増やし、合計で90試合15得点10アシストを記録した。彼の獲得についてはオリンピアコスFC、パナシナイコスFC、AEKアテネFCで争奪戦となったが、2013年7月に2014-15シーズンからAEKアテネに移籍する事が発表された。移籍金は50万ユーロ程度と報じられた。クサンティで最後のシーズンとなった2013-14シーズンはリーグで30試合に出場した他、UEFAヨーロッパリーグ 2013-14にも参加した。

### AEKアテネ
2014-15シーズンのAEKアテネは破産による降格処分を受けた後で、2部に昇格してきた所であった。9月12日のキペロ・エラーダス1回戦で移籍後初出場を記録、早速アシストも決めた。その後も出場を重ねていたが、3月のオリンピアコスとのダービーマッチで右の前十字靭帯を断裂し離脱。本人曰く、初めての大怪我であったが、クラブの戦力は十分であって復帰を急ぐ必要はなかった。
6ヶ月の離脱ののち昇格して迎えた新シーズンではレギュラーを掴んだ。キペロ・エラーダス決勝では主将を務めて得点も記録し優勝に貢献、この試合では最優秀選手にも輝いた。
しかし翌シーズンは、練習中に鼻を骨折し手術をした他、2017年1月にマヌエル・ヒメネスが監督に就任すると「若返りを図ったように感じた」など、シーズン後に振り返ると「難しいスタートを余儀なくされた」1年であったと述べた。但し彼自身はこのシーズンにギリシャ・スーパーリーグ年間最優秀選手賞およびギリシャ年間最優秀選手賞を受賞する大活躍を記録している。この活躍にスペインから興味を持たれたが、AEKは2年の契約も残っており、少なくとも500万から600万ユーロを要求した。
2017-18シーズンはUEFAヨーロッパリーグ 2017-18でHNKリエカから得点を記録、その数日後にはオリンピアコスからも得点を奪い、クラブも首位を走る好調ぶりであった。しかし10月末に今度は左の前十字靭帯を断裂した。ただ翌月にクラブは2022年まで契約を延長した。4月21日の試合で復帰を果たした。
2018-19シーズンはEFLチャンピオンシップ所属のウェスト・ブロムウィッチ・アルビオンFCから1000万ユーロでオファーが来たが、これを断った。
2020年8月半ばにはアラビアン・ガルフ・リーグ所属のアル・ナスルSCが430万ユーロでオファーした。このオファーにはAEKアテネも交渉に応じ、アル・ナスルSC側は年俸100万ユーロ程度を提示しているのではないかと報じられたが、結局移籍が実現する事はなかった。

## 代表歴
A代表初招集は2014年で、2部所属でありながらの招集は大きな驚きを呼んだ。同年9月7日のUEFA EURO 2016予選・ルーマニア代表戦で代表初出場。代表初得点は2016年6月7日のオーストラリア代表との親善試合であった。